# Arias (musicien)
 (septembre 2017).
Si vous disposez d'ouvrages ou d'articles de référence ou si vous connaissez des sites web de qualité traitant du thème abordé ici, merci de compléter l'article en donnant les références utiles à sa vérifiabilité et en les liant à la section « Notes et références ».
 (juillet 2011).
Pour les articles homonymes, voir Julien Arias et Arias.
Julien Arias, plus souvent appelé Arias, est un ancien DJ et producteur musical français, né le 1er octobre 1987 à Paris.

## Biographie
Il est révélé par le label Serial Records vers la fin de l'année 2006, il produit en effet avec son ami Arno Cost le titre Magenta, signé chez ce label Airplay. Le titre devient un succès lors de l'ADE et la Winter Music Conference de Miami. Joué et supporté par de grands DJs : Pete Tong, Eric Prydz, Paul Van Dyk, Steve Angello, Tiësto et Didier Sinclair mais aussi diffusé sur des radios européennes, le titre est élu morceau de l'année 2007 par Axwell.
En mars 2007 il sort un nouveau titre Flyin' sur le label Serial Records, le morceau entre n°1 du top Radio FG. Il signe également Twelve, chez Noir Music. Il remixera aussi sur le même label un titre de Noir : All The Times Of My Life sans oublier son remix de Give Love de Tristan Garner signé chez Pool e music playlisté sur Fun Radio et Radio FG.
Arias remixe en juin 2008 le titre de David Guetta Tomorrow can wait.
Fin 2008 Arias sort ses deux derniers Extended Play, Tutu & España Mi Corazon qui seront playlistés par Tiësto et Marcus Schossow et d'autres noms de la scène Progressive-Trance.
Arias assure par ailleurs une résidence mensuelle à Paris au Mix Club et se produit au sein d'autres établissements français, mais aussi dans des clubs étrangers au Pacha à Ibiza et le Space Miami.
Plus tard en 2009 Il rencontre Jean Charles Carré, ami et Manager de David Guetta avec qui il travaillera durant 2 ans.
En 2009, il rencontre Sandy Vee auteur de plusieurs Hits tels que : Rihanna - Only Girl, Katy Perry - Firework ou David Guetta - Sexy Bitch - avec qui il se lie d'amitié et compose.
En 2013, il travaille aux côtés de DJ Snake, Tchami, & Mercer sur l'album de Lady Gaga - ARTPOP. Ensemble, ils signent le single Applause qui sera 3 fois Disque de Platine aux États-Unis ainsi que dans une dizaine de pays à travers le monde.

## Discographie

### Singles
- 2007 : Arias - Flyin & Toughts Of Love - Serial Records
- 2007 : Arias & Arno Cost - Magenta - Serial Records
- 2007 : Arias - "Twelve" - Noir Music
- 2008 : Arias - I Miss U & Sweet Melody - Serial Records
- 2008 : Arias - Tutu & Espana Mi Corazon - Serial Records
- 2009 : Arias - Redblack & Love Candle - Serial Records
- 2009 : Arias & Sandy Vee - Back In The Day
- 2009 : Arias - Burning Heart - Serial Records
- 2009 : Arias - Atlantic - Serial Records
- 2010 : Arias, Nael - Alive - Pool e music
- 2011 : Arias & Arno Cost (feat. Michael Feiner) - The Days To Come - Big Beat/Atlantic Records
- 2013 : Arias - Andromeda - Olympia Records
- 2013 : Arias - Pegasus - Olympia Records
- 2013 : Arias - Majoris - Olympia Records
- 2013 : Arias - Solar - Olympia Records
- 2013 : Arias - Viirgo - Olympia Records

### Remixes
- 2007 - Kama & Mac Gregor "Level Up" (Arias Remix) - Serial Records
- 2007 - Ibiza Music United Show Me Love 2007 (Arias Remix Extended) - Chic Flowerz Digitalic
- 2007 - Difeno & Alls "Touch Your Mind" (Arias Remix) - Serial Records
- 2007 - Noir "Times Of My Life" (Arias Remix) - Noir Music
- 2007 - Tristan Garner "Give Love" (Arias Remix) - Ambassade Records
- 2008 - Sebastien B (feat. Nic Kat) "Midnight Trip" (Arias Remix) - In & Out Recording
- 2008 -  Katy Perry - "I kissed a girl" (Arias 2008 vision)
- 2008 - Tristan Garner (feat. Akil) Give Love (Arias Remix) - Pool E
- 2008 - David Guetta Tomorrow Can Wait (Arias Seat Ibiza Remix) - F*** me I'm Famous
- 2008 - Arno Cost Souvenir (Arias Remix) - Serial Records
- 2008 - Black Strobe "Italian Fireflies" (Arias Remix)
- 2009 - Galaxyon" (Arias Remix)
- 2009 - 68 Beats & Lizzie Curious "Meant To Be" (Arias Vocal Mix) - Juicy Music
- 2010 - Nyx "Fly Away" (Arias Remix) - Ultra